# Levantamiento del 30 de noviembre de 1960
El levantamiento del 30 de noviembre de 1960 fue un movimiento revolucionario cívico-militar comandado por el general Miguel Ángel Iñíguez, contra el gobierno encabezado por el presidente Arturo Frondizi, que consistió en acciones realizadas en varias ciudades, principalmente en Rosario y Tartagal, en los que murieron varios oficiales y también soldados conscriptos. Hay opiniones contrapuestas respecto de la vinculación con los hechos de Juan Domingo Perón, que se encontraba en el exilio.

## Preparación
En 1951 el general Miguel Ángel Iñíguez había secundado al general Eduardo Lonardi en la primera conspiración contra el gobierno de Juan Domingo Perón, pero cuando se produjo el golpe de Estado del 16 de septiembre de 1955 comandó una de las columnas de efectivos militares leales al gobierno que marchó hacia el foco rebelde de la ciudad de Córdoba y estaba allí a punto de realizar con gran superioridad numérica el ataque final el 19 de septiembre de 1955 cuando se conoció la renuncia de Perón y debió retornar a los cuarteles.
En 1959 el peronismo estaba estructurado con un Consejo Nacional Peronista del que dependían el Consejo Coordinador y Supervisor del Peronismo, que concentraba la actividad política, y el COR (Centro de Operaciones de la Resistencia), a través del cual trabajaba Iñíguez y que trataba de centralizar las actividades violentas.
En ese año la suerte de tregua que había seguido a la asunción del gobierno por Arturo Frondizi había finalizado –la toma del Frigorífico Lisandro de la Torre había sido un punto de inflexión- las acciones violentas eran más numerosas, de mayor envergadura y con mayor profesionalismo, los artefactos explosivos habían sido perfeccionados tanto en la técnica de fabricación como en el abastecimiento de los materiales para su construcción provenientes de las provincias del interior del país. Los actos se realizaban contra vías de transporte y de comunicación, estaciones radiales y domicilios particulares, con intervención de militares retirados y civiles y partían de la premisa de que podían contribuir a obtener el apoyo de oficiales en actividad.

## Ejecución del levantamiento

### Acción en Rosario
En la madrugada del 30 de noviembre de 1960, un grupo armado de más de cuarenta civiles que incluía a los sindicalistas peronistas Miguel Gazzera y los metalúrgicos Armando Cabo y José Notaro y, bajo el mando del coronel retirado Julio Barredo llegó hasta el Regimiento 11 de Infantería "General Las Heras", en Rosario y con ayuda del capitán Juan Carlos Rossi y varios suboficiales, que estaban en actividad asignado al regimiento,  se apoderaron de la guardia. En el enfrentamiento murió Barredo en tanto de los defensores resultaron muertos el sargento 1° de infantería José Teodoro Valdez y los soldados conscriptos Juan Carlos Osorio y Aníbal Medina; y heridos el capitán de infantería Héctor Guillermo MacKinlay y el teniente de Intendencia Arturo Antonio Gigena. En el casino de oficiales resistencia  hasta que los atacantes hicieron rendir a los defensores y entonces ingresó a la unidad el general Iñíguez. Otro objetivo de los rebeldes era el arsenal San Lorenzo ubicado en Puerto Borghi, cerca de Rosario, con el objetivo de apoderarse de armas para ser distribuidas entre los obreros del frigorífico Swift de Rosario, que estaban en conflicto, que se unieran al movimiento, pero el ataque no se concretó por motivos sobre los que hay varias versiones: según Horacio Verbitsky, a último momento, se suspendió la toma porque Iñíguez temió que con la entrega de armas a los obreros la situación escapara de control, los diarios de la época dijeron que había sido porque la policía de Fray Luis Beltrán detuvo a los cabecillas antes del asalto, por lo que los otros participantes huyeron y, finalmente, otros afirman que fue porque los obreros no se plegaron a la acción.
Más tarde, efectivos de la Gendarmería Nacional y de otras guarniciones acudieron al lugar y tras cuatro horas de combate recuperaron el cuartel con un saldo de cuatro militares muertos y más de treinta prisioneros.

### Acción en Tartagal
Alrededor de las 5 de la mañana del 30 de noviembre en Tartagal  el teniente coronel en situación de retiro Eduardo Escudé tomó el edificio de la Municipalidad, estableció allí el "Comando Revolucionario del Norte" y desde el lugar pidió al mayor Miguel Ángel Bacigaluppi, oficial del Batallón de Monte, y a otros oficiales del Ejército y de la Gendarmería, que se unieran al movimiento. Por otra parte, un grupo de civiles conducido por el exdiputado peronista Tomás Ryan, se apoderó del Batallón de Escuela, la comisaría, la estación del ferrocarril, el aeropuerto, y las dos sucursales bancarias de la ciudad.
Viendo una aparente inacción del Batallón de Escuela, el intendente municipal Aníbal Justo Nazar y el presidente del Concejo Deliberante Juan Ángel, concurrieron al mismo y pidieron a los oficiales que se reprimiera a los sublevados, lo cual se produjo a media mañana, al recibir la orden del jefe de la V División de Ejército (Salta), coronel Guillermo Sánchez Almeyra. Fue así que efectivos leales detuvieron a Tomás Ryan, Clemente Ávila y a Escudé y recuperaron los edificios ocupados en tanto el resto de los rebeldes huía al monte en jeeps policiales y de Yacimientos Petrolíferos Fiscales. A la tarde comenzó la búsqueda de los fugitivos con aviones que, sin resultado, sobrevolaron la zona boscosa. Finalmente Sánchez Almeyra emitió un comunicado diciendo: "Reina absoluta calma en todas las guarniciones de Santiago del Estero, Catamarca, Tucumán, Jujuy y Salta."

### Otros focos de la sublevación
En forma paralela a las acciones de Tartagal y Rosario habían sido colocados explosivos en el Gran Buenos Aires con el aparente objetivo de aislar a Buenos Aires, aunque no todas las bombas estallaron en lugares estratégicos. 
Por otro lado, fueron cortadas en la ciudad de Mendoza las vías de ferrocarril y las líneas de teléfono y telégrafo, dejándola temporalmente incomunicada.
El 2 de diciembre a la noche el presidente Frondizi habló por Radio Nacional refiriéndose a la "sedición de Iñiguez" y afirmó que: "La revolución del 55 es irrevocable...". Los días posteriores continuaron los allanamientos y detenciones, que el 6 de diciembre alcanzaban a doscientos en todo el país. El 8 de diciembre, 32 de los 53 detenidos en Tartagal fueron trasladados a Rosario donde un Consejo de Guerra dispuso la destitución de Escudé y una condena a diez años de prisión. En 1973, al regreso del general Perón al país, a Escude se le restituyó el grado y fue ascendido a coronel. Ryan fue puesto a disposición del Poder Ejecutivo y estuvo un tiempo detenido pero no fue condenado.

## Motivación
Algunos estudiosos encuadran al levantamiento dentro de unas instrucciones para el accionar de la Resistencia que habría enviado por Perón en 1959, conforme las cuales una serie de actos violentos tornarían ingobernable el país y lo prepararían para una gran insurrección en la que participarían los grupos clandestinos junto a fuerzas militares en tanto los sindicatos realizaban una huelga general, y el levantamiento sería el intento de concretar esa etapa final.  
Para otros, en cambio, la línea bajada por Perón fue siempre opuesta a la vía violenta porque esta producía retrocesos y desviaciones en la organización de la resistencia y daba justificación a una exacerbación de la represión, además de que los militares solían echarse atrás a último momento si el éxito no estaba asegurado.

## Consecuencias
El levantamiento reavivó otros temas de discusión entre los que estaban la cuestión de la legalización de los partidos políticos y de las elecciones a realizarse en febrero de 1961 y fue utilizado como excusa para beneficio propio por distintos actores políticos. Mediante un decreto en el que se afirmaba que dirigentes del Partido Justicialista habían  participado en el hecho dispuso la clausura de sus  locales. Esta medida fue criticada por Ricardo Balbín, dirigente de la Unión Cívica Radical del Pueblo, quien apoyaba el uso de la fuerza para combatir los intentos subversivos, pero sostenía que la inestabilidad institucional era consecuencia de las acciones del propio gobierno. y consideraba que más proscripciones no era la solución. En un comunicado el Consejo Coordinador y Supervisor, órgano de la conducción peronista en el país, sin condenar el levantamiento que atribuyó al “afán patriótico” de sus participantes, negó toda implicación y afirmó que esa acusación era un pretexto para impedirle concurrir a las ya cercanas elecciones.
Robert Potash afirma este episodio marcó un cambio en la actitud hacia el gobierno por parte del Ejército, que decidió reemplazar la política de vigilancia seguida hasta el momento, por otra de control directo sobre los actos del Presidente.

## Motivación
Los participantes de la acción del 30 de noviembre estaban convencidos de que su acción iniciaba el retorno de Perón pero, más adelante, este repudió por carta el intento por las consecuencias luctuosas y dijo que si volvía sería por la vía política; esta condena posterior, una vez conocido su fracaso, no es suficiente, según algunas opiniones, que en un principio Perón no lo pueda haber apoyado o inclusive, ordenado.
Años después Iñíguez dijo que contaba con la adhesión de sindicalistas y de otras unidades militares que luego no se sumaron, pero Rosendo Fraga opinó que eso no podía ser cierto porque cualquier militar en actividad hubiera rechazado la entrega de armas a obreros en conflicto. y otros opinan que el intento estaba de antemano destinado al fracaso.
En poder de Julio Barredo fue encontrada una proclama con este texto:

El Primer Ejército de la Reconquista y la Liberación Argentina, inicia su marcha en esta histórica ciudad de Rosario de Santa Fe. Convoca su comando a todos los ciudadanos a terminar con el actual indigno desgobierno. ¡Viva la Patria!